# Game Developer (rivista)
La rivista Game Developer è stata la prima pubblicazione per i creatori professionisti di videogiochi (e aspiranti tali). Fu creata originariamente nel marzo 1994 dalla Miller Freeman, Inc come trimestrale, successivamente divenne bimestrale e infine mensile. In ogni numero, leader del settore ed esperti condividevano soluzioni tecniche, esaminavano nuovi strumenti di sviluppo di giochi e discutevano strategie per la creazione di videogiochi innovativi e di successo.
Venivano anche analizzati i principali giochi del settore, dalla console AAA ai giochi su social e per dispositivi mobili e oltre; gli articoli fornivano informazioni su pratiche di sviluppo approfondite in tutte le discipline, dalla progettazione, alla programmazione, all'arte, al business e all'audio. La rivista fu chiusa nel 2013 come parte di una ristrutturazione della società madre UBM Tech (parte di UBM plc) che incluse la chiusura di tutte le pubblicazioni stampate di proprietà di tale società.

## Contenuti
La rivista conteneva articoli su argomenti di sviluppo di giochi professionali relativi alla programmazione, all'arte, all'audio, al controllo di qualità, al design e alla produzione. Gli articoli dei veterani del settore offrivano discussioni approfondite su una varietà di argomenti. Aveva articoli di importanti personaggi del settore dei videogiochi e recensioni su libri, strumenti e pacchetti software relativi allo sviluppo di giochi.
La caratteristica più popolare di Game Developer è stata probabilmente la sua rubrica mensile intitolata "Postmortem" che discuteva il recente sviluppo di un videogioco.
A partire dal 1998, Game Developer ha iniziato ad assegnare annualmente i "Front Line Awards" come riconoscimento per strumenti di sviluppo per videogiochi eccezionali. I vincitori comprendevano software (come Photoshop e VTune), motori di gioco (Unreal Engine), hardware (GeForce 3) e libri (Computer Graphics: Principles and Practice).
Gamasutra, il sito web di pubblicazione gemello di Game Developer, funge da risorsa online per gli sviluppatori di giochi, e contiene una bacheca di annunci di lavoro per l'impiego nel campo dello sviluppo del gioco. Gamasutra non fu colpito dalla strategia aziendale che portò alla cessazione di Game Developer e ha continuato a presentare alcuni contenuti che erano presenti nella rivista.